# Pottsville (Arkansas)
Pottsville város az USA Arkansas államában. Lakosainak száma 3140 fő (2020. április 1.).

## Népesség
A település népességének változása:
| Lakosok száma | 1271 | 2838 | 3140 |
|               | 2000 | 2010 | 2020 |